# تقرير هاريسون
كان تقرير هاريسون تقريرًا صدر في يوليو 1945 بواسطة المحامي الأمريكي إيرل جي هاريسون، كممثل للولايات المتحدة لدى اللجنة الحكومية الدولية المعنية باللاجئين، حول ظروف معسكرات الأشخاص المشردين في أوروبا ما بعد الحرب العالمية الثانية.
كان تقرير هاريسون جزءًا من الزخم لإنشاء لجنة التحقيق الأنجلو أمريكية فيما يتعلق بفلسطين الانتدابية، ثم في ظل الانتداب البريطاني، والتي تم تشكيلها للتوصية بسياسات للتعامل مع كل من لاجئي الحرب اليهود ومشاكل فلسطين.
بعد الانتهاء من التقرير، أرسل ترومان نسخة إلى رئيس الوزراء البريطاني كليمنت أتلي، فيما يتعلق بمسؤولية بريطانيا عن فلسطين. كتب فيه ترومان «على أساس هذه المعلومات وغيرها من المعلومات التي وصلت إلي، أتفق مع الاعتقاد بأنه لا توجد مسألة أخرى مهمة جدًا لأولئك الذين عرفوا أهوال معسكرات الاعتقال لأكثر من عقد من الزمان مثل مستقبل إمكانيات الهجرة. في فلسطين».
رد البريطانيون سلبيا على التقرير. حيث ألقوا باللوم على الضغط الصهيوني في نتيجة التقرير بخصوص فلسطين، واقترحوا أن الولايات المتحدة يجب أن تأخذ أيضا حصة من اللاجئين. أراد أتلي إبقاء التقرير طي الكتمان، لكن طلبه قوبل بالتجاهل. 

## التعيين والنطاق
عين الرئيس روزفلت هاريسون ممثلاً للولايات المتحدة في اللجنة الحكومية الدولية للاجئين في 15 مارس 1945.

وبتاريخ 18 حزيران / يونيو، أرسلت الوكالة اليهودية في فلسطين الانتدابية مذكرة مفصلة شديدة الصياغة إلى السلطات البريطانية تطلب 100.000 تصريح هجرة لليهود النازحين في أوروبا. وفي 22 حزيران، بعد شهرين من وفاة روزفلت، الرئيس ترومان طلب هاريسون لإجراء جولة تفقدية لمخيمات احتجاز أشخاص المرحلين في أوروبا، على إلحاح المنتهية ولايته وزير الخزانة هنري مورغنثاو الابن  سئل هاريسون للتحقيق في ظروف واحتياجات أولئك النازحين في البلدان المحررة في أوروبا الغربية وفي ألمانيا المحتلة من قبل الحلفاء والنمسا المحتلة مع إشارة خاصة إلى اللاجئين اليهود الذين قد يكونون عديمي الجنسية أو غير قابلين للإعادة إلى الوطن:
(1) الظروف التي يعيش في ظلها المشردون ولا سيما أولئك الذين قد يكونون عديمي الجنسية أو غير قابلين للإعادة إلى الوطن، لا سيما في ألمانيا والنمسا، احتياجات هؤلاء الأشخاص
(3) كيف يتم تلبية هذه الاحتياجات في الوقت الحاضر من قبل السلطات العسكرية وحكومات الإقامة وهيئات الإغاثة الدولية والخاصة

(4) آراء الأشخاص الذين يُحتمل ألا يتم إعادتهم إلى أوطانهم فيما يتعلق بأماكنهم المستقبلية.
غادر هاريسون في أوائل يوليو كرئيس لوفد صغير، بما في ذلك ممثلان عن لجنة التوزيع المشتركة اليهودية الأمريكية، جوزيف جيه شوارتز وهربرت كاتزكي، والأخير أيضًا من مجلس لاجئي الحرب، وباتريك مورفي مالين من اللجنة الحكومية الدولية اللاجئون.  انقسمت المجموعة لزيارة ما يقرب من ثلاثين معسكرًا للنازحين. ذهب شوارتز إلى المعسكرات في شمال ألمانيا بينما زار هاريسون المعسكرات الأمريكية في النمسا وبافاريا. في ألمانيا، التقى هاريسون من قبل قسيس الجيش الأمريكي أبراهام كلاوسنر الذي رتب شخصيًا لإظهار لهاريسون الطبيعة الحقيقية لوضع DP في منطقة بافاريا. 

## التقرير
كان التقرير بتاريخ 24 أغسطس. وألقت باللوم على السلطات العسكرية الأمريكية في الظروف المروعة التي وصفتها:
قارن هاريسون هذه الظروف بالحياة الطبيعية النسبية التي يعيشها السكان الألمان القريبون وتساءل عن التباين:
كتب أنه حتى الآن كانت السلطات الأمريكية تسلم الأشخاص المرحلين بالطرق التقليدية كمجموعات قومية، لكن تلك الظروف وتاريخ معاداة السامية النازية تتطلب الاعتراف بالهوية المميزة لهؤلاء الأشخاص المرحلين:

## ردود الفعل
أحال ترومان التقرير إلى الجنرال أيزنهاور، قائد القوات الأمريكية. القوات في أوروبا. استجاب أيزنهاور على الفور بسلسلة من الإجراءات التي فصلت اليهود المرحلين، ووجدت مساكن حتى لو كانت تعني تشريد السكان المحليين الألمان، وزيادة الحصص الغذائية، والتفضيل في التوظيف، ربما بمساعدة معلومات حول محتويات التقرير قبل وصوله إلى ترومان. نتيجة فورية أخرى لتوصيات هاريسون كانت تعيين مستشار للشؤون اليهودية للولايات المتحدة. جيش برتبة لواء بناء على توصية عدة منظمات يهودية لوزير الحرب. كان الحاخام يهودا ب. Nadich الأول، تبعه في أكتوبر 1945 Simon H. Rifkind ، قاض من مدينة نيويورك ومسؤول محلي. أخيرًا، ركز التقرير انتباه ترومان والولايات المتحدة. العسكرية على اليهود المرحلين. كتب ترومان إلى أيزنهاور في 31 أغسطس:
كما سلطت الضوء على فلسطين باعتبارها الحل والسيطرة البريطانية على الهجرة هناك باعتبارها عائقًا حاسمًا. رد أيزنهاور على تقرير هاريسون بتحديث مطول إلى ترومان في منتصف أكتوبر، موضحًا التغييرات في الظروف وطعن في تأكيد هاريسون، على حد تعبير أيزنهاور، أن «حراسنا العسكريين يستبدلون الآن بقوات SS». كتب أن:
رد هاريسون في خطاب إذاعي في اليوم التالي أن ما اعتبره أيزنهاور تحسينات لم يرق إلى مستوى المطلوب: «النقطة المهمة هي أنه لا ينبغي أن يكونوا في أي معسكرات على الإطلاق، ولكن في المنازل. نقلهم من معسكر إلى آخر يصعب القول إنه تحرير».

## فلسطين
كان تقرير هاريسون جزءًا من الزخم لإنشاء لجنة التحقيق الأنجلو أمريكية حول فلسطين، والتي تم تشكيلها للتوصية بسياسات للتعامل مع لاجئي الحرب اليهود ومشاكل فلسطين. قام هاريسون بحملة نيابة عن اقتراحه في الأشهر التي تلت ذلك، وأدلى بشهادته في يناير 1946 أمام اللجنة الأنجلو أمريكية. في عام 1946، وصفت صحيفة نيويورك تايمز عمل هاريسون بأنه «أول اقتراح رسمي للتوطين الفوري لـ 100,000 يهودي في فلسطين». اعتبر بعض المؤرخين تقرير هاريسون خطوة حاسمة في تطوير دعم الولايات المتحدة لدولة إسرائيل. في يونيو من نفس العام دعت الأمم المتحدة إلى إنشاء وكالة لمعالجة مشاكل أولئك الذين اقتلعتهم الحرب، وكثير منهم الآن عديمي الجنسية، واعتقد أن أمريكا اللاتينية قد ترحب بالعديد منهم.
أشار وزير الخارجية البريطاني إرنست بيفين إلى التقرير في خطاب ألقاه أمام مجلس العموم، بعد أسبوع من فشل مؤتمر لندن عام 1946-1947 - آخر محاولة بريطانية للتفاوض بشأن السلام في فلسطين. في الخطاب، ألقى باللوم على تقرير هاريسون عن الشعور السيئ الذي تلا ذلك:

## قراءات متعمقة
- Allen H. Podet ، 1978، " Anti-Zionism in a Key United States Diplomat: Loy Henderson at the End of World War II ،" pp. 155–87، American Jewish Archives Journal
- بينكوور، مونتي نعوم. " تقرير إيرل هاريسون: نشأته وأهميته ". مجلة المحفوظات اليهودية الأمريكية، 68، رقم 1 (2016): 1–75
- Königseder، Angelika؛ Wetzel، Juliane (2001). "The Harrison Report and Its Repercussions". Waiting for Hope: Jewish Displaced Persons in Post-World War II Germany. Northwestern University Press. ص. 31–42. ISBN:978-0-8101-1477-7. مؤرشف من الأصل في 2023-02-13.978-0-8101-1477-7
- Haron، Miriam Joyce (1986). Palestine and the Anglo-American connection, 1945–1950. P. Lang. ISBN:978-0-8204-0292-5. مؤرشف من الأصل في 2022-10-26.978-0-8204-0292-5